# S/2009 S 1
S/2009 S 1 est un satellite de Saturne. Son diamètre est estimé à 300 mètres et il orbite autour de Saturne à une distance d'environ 117 000 km, dans l'anneau B.
Il fut découvert par Carolyn Porco sur une photo prise par la sonde Cassini le 26 juillet 2009, par l'ombre qu'il projette à la surface de l'anneau.